# Gramsci 44
Gramsci 44 è un film documentario del 2016 di Emiliano Barbucci.

## Trama
Tra il 1926 e il 1927, durante il regime fascista, Antonio Gramsci viene confinato per 44 giorni sull'isola di Ustica con altri intellettuali dissidenti. Insieme a loro organizza una scuola aperta a tutte le classi sociali, un'iniziativa che contribuirà alla crescita e all'emancipazione culturale degli abitanti dell'isola.

## Luoghi di ripresa
Il documentario è stato interamente girato sull'isola di Ustica. Le riprese sono durate tre settimane.